# Снегуровский сельский совет (Лановецкий район)
Снегуровский сельский совет (укр. Снігурівська сільська рада) — входит в состав
Лановецкого района
Тернопольской области
Украины.
Административный центр сельского совета находится в 
с. Снегуровка.

## Населённые пункты совета
- с. Снегуровка
- с. Малая Снегуровка
- с. Маневое